# John Stones
John Stones (Barnsley, 28 maggio 1994) è un calciatore inglese, difensore o centrocampista del Manchester City e della nazionale inglese, con cui è diventato vicecampione d'Europa nel 2021 e nel 2024.

## Biografia
Stones è nato a Barnsley nel South Yorkshire, dai genitori Janet e Peter Stones. È cresciuto a Thurlstone e ha frequentato la Penistone Grammar School.
Stones ha conosciuto Millie Savage quando entrambi avevano 12 anni. Si sono separati nel dicembre 2018, dopo aver avuto una figlia che all'epoca aveva 18 mesi.

## Caratteristiche tecniche
Nasce calcisticamente come difensore centrale, ma la sua duttilità tattica gli permette di giocare anche da terzino destro. Abile sia nelle chiusure difensive sia, soprattutto, nel gioco aereo. Nel Manchester City viene utilizzato da Pep Guardiola in posizione avanzata rispetto alla linea di difesa, quasi a ridosso della linea difensiva di centrocampo.

## Carriera

### Club

#### Barnsley
Cresciuto calcisticamente nel Barnsley, squadra della sua città, tra il 2012 e il 2013 totalizza 24 presenze in Championship con la maglia dei Tykes.

#### Everton
Nel 2013 passa all'Everton, con cui esordisce in campionato il 14 settembre dello stesso anno. Chiude la stagione 2013-2014 di Premier League con 21 presenze all'attivo.
L'annata 2014-2015 è quella della consacrazione per Stones, che colleziona 23 presenze accompagnate dal primo gol in Premier League, messo a segno il 26 aprile 2015 nella partita vinta 3-0 contro il Manchester United. In seguito all'ottimo campionato disputato, durante la finestra di calciomercato estiva 2015 è oggetto dell'interesse di numerosi top club, primo su tutti il Chelsea, che presenta ripetute offerte all'Everton, tutte rispedite al mittente.
Nella stagione 2015-2016 mette insieme 41 presenze tra campionato e coppe nazionali, senza alcun gol.

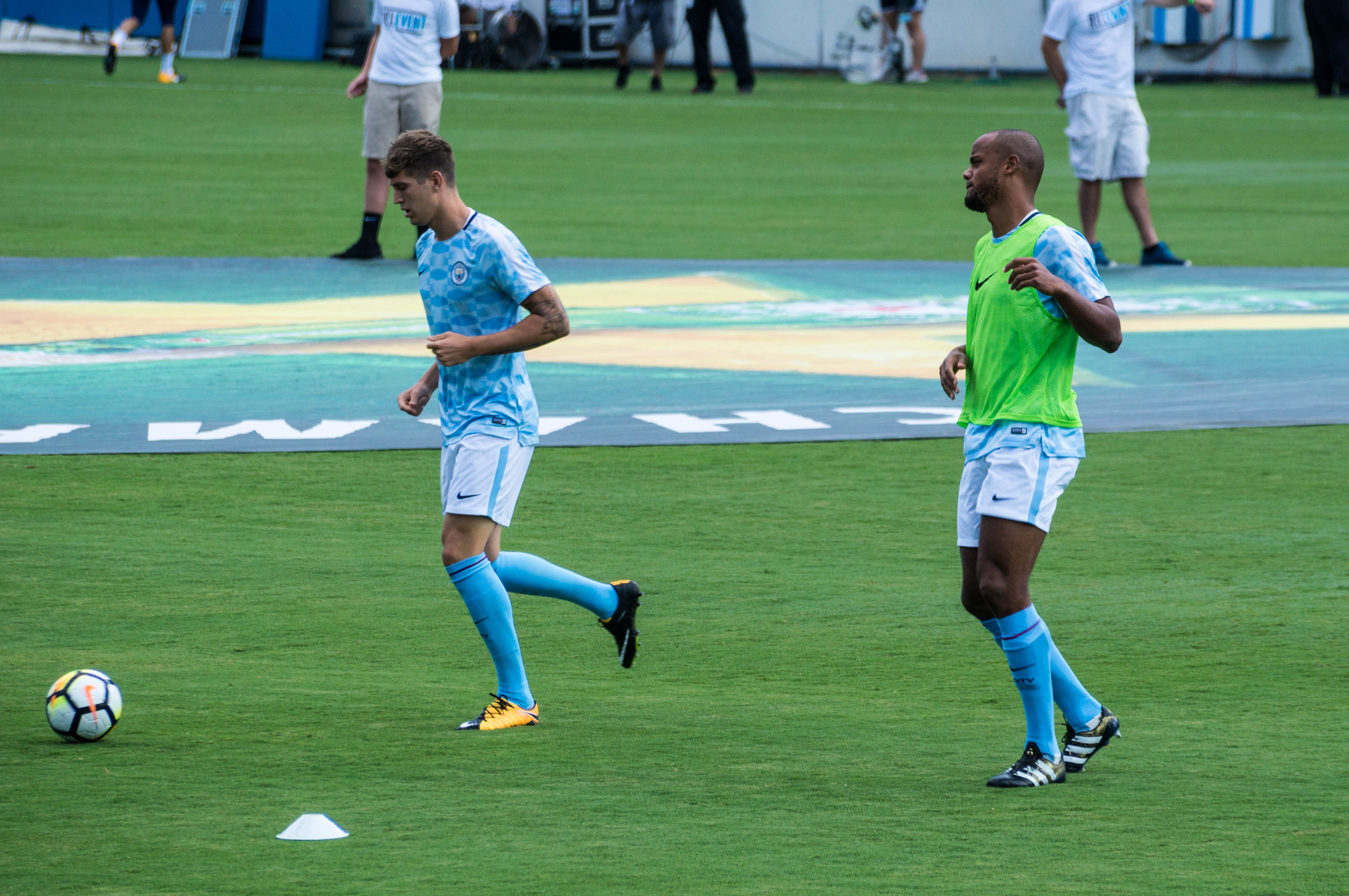
Stones a sinistra, durante un allenamento con la maglia del Manchester City nel 2017

#### Manchester City
Il 9 agosto 2016 viene venduto per 56,5 milioni di euro più 4 di bonus al Manchester City; con i citizens firma un contratto di sei anni. Il 21 febbraio 2017 segna il suo primo gol in Champions League nella vittoria per 5-3 sul Monaco, gara valevole per l'andata degli ottavi di finale. Il 13 settembre 2017 realizza in Champions League una doppietta nella partita giocata in trasferta contro il Feyenoord.

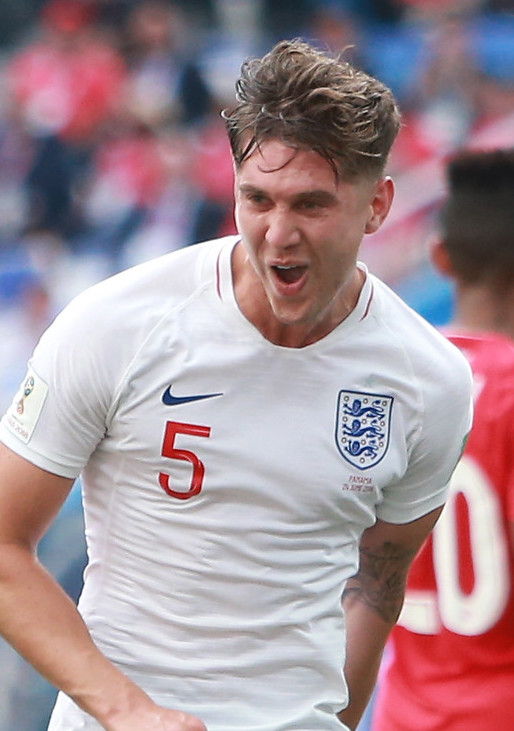
Stones con la maglia della nazionale inglese al

 Il 17 gennaio del 2021 sigla le sue prime due reti in campionato con la maglia del City, nella vittoria interna per 4-0 contro il Crystal Palace.

### Nazionale
Con la nazionale Under-20 inglese prende parte al Mondiale di categoria del 2013, giocando 2 partite. Con l'Under-21 disputa l'Europeo del 2015 in Repubblica Ceca.
L'esordio in nazionale maggiore arriva il 30 maggio 2014 in un'amichevole contro il Perù, vinta per 3-0. Viene in seguito inserito da Roy Hodgson nella lista provvisoria di convocati ai Mondiali 2014 in Brasile, venendo però successivamente escluso dalla selezione finale.
Convocato per gli Europei 2016 in Francia, non è sceso in campo durante la manifestazione continentale.
Dopo Euro 2016 si è imposto come titolare della retroguardia inglese.
Nel 2018 partecipa ai Mondiali e il 24 giugno, nel corso del secondo match della fase a gironi, giocato allo stadio Niznij Novgorod contro Panama, realizza le sue prime reti con la maglia della nazionale, mettendo a segno una doppietta; la gara è stato poi vinta per 6-1 dalla Nazionale dei tre leoni.
Partecipa anche da titolare in tutte le partite di Euro 2020, in cui gli inglesi perdono la finale contro l'Italia.
Il 10 ottobre 2024, all'82ª presenza, indossa per la prima volta la fascia da capitano nella sconfitta interna in Nations League contro la Grecia (1-2).

## Statistiche

### Presenze e reti nei club
Statistiche aggiornate al 19 febbraio 2025.
| Stagione               | Squadra                | Campionato             | Campionato | Campionato | Coppe nazionali | Coppe nazionali | Coppe nazionali | Coppe continentali | Coppe continentali | Coppe continentali | Altre coppe | Altre coppe | Altre coppe | Totale | Totale |
| Stagione               | Squadra                | Comp                   | Pres       | Reti       | Comp            | Pres            | Reti            | Comp               | Pres               | Reti               | Comp        | Pres        | Reti        | Pres   | Reti   |
| ---------------------- | ---------------------- | ---------------------- | ---------- | ---------- | --------------- | --------------- | --------------- | ------------------ | ------------------ | ------------------ | ----------- | ----------- | ----------- | ------ | ------ |
| 2011-2012              | Barnsley               | FLC                    | 2          | 0          | FACup+CdL       | 0+0             | 0               | -                  | -                  | -                  | -           | -           | -           | 2      | 0      |
| 2012-2013              | Barnsley               | FLC                    | 22         | 0          | FACup+CdL       | 2+2             | 0+1             | -                  | -                  | -                  | -           | -           | -           | 26     | 1      |
| Totale Barnsley        | Totale Barnsley        | Totale Barnsley        | 24         | 0          |                 | 4               | 1               |                    | -                  | -                  |             | -           | -           | 28     | 1      |
| 2013-2014              | Everton                | PL                     | 21         | 0          | FACup+CdL       | 3+2             | 0               | -                  | -                  | -                  | -           | -           | -           | 26     | 0      |
| 2014-2015              | Everton                | PL                     | 23         | 1          | FACup+CdL       | 2+0             | 0               | UEL                | 3                  | 0                  | -           | -           | -           | 28     | 1      |
| 2015-2016              | Everton                | PL                     | 33         | 0          | FACup+CdL       | 2+6             | 0               | -                  | -                  | -                  | -           | -           | -           | 41     | 0      |
| Totale Everton         | Totale Everton         | Totale Everton         | 77         | 1          |                 | 15              | 0               |                    | 3                  | 0                  |             | -           | -           | 95     | 1      |
| 2016-2017              | Manchester City        | PL                     | 27         | 0          | FACup+CdL       | 4+1             | 1+0             | UCL                | 9                  | 1                  | -           | -           | -           | 41     | 2      |
| 2017-2018              | Manchester City        | PL                     | 18         | 0          | FACup+CdL       | 2+4             | 0               | UCL                | 5                  | 3                  | -           | -           | -           | 29     | 3      |
| 2018-2019              | Manchester City        | PL                     | 24         | 0          | FACup+CdL       | 5+3             | 0               | UCL                | 6                  | 0                  | CS          | 1           | 0           | 39     | 0      |
| 2019-2020              | Manchester City        | PL                     | 16         | 0          | FACup+CdL       | 3+3             | 0               | UCL                | 1                  | 0                  | CS          | 1           | 0           | 24     | 0      |
| 2020-2021              | Manchester City        | PL                     | 22         | 4          | FACup+CdL       | 1+1             | 0+1             | UCL                | 11                 | 0                  | -           | -           | -           | 35     | 5      |
| 2021-2022              | Manchester City        | PL                     | 14         | 1          | FACup+CdL       | 4+1             | 1+0             | UCL                | 8                  | 0                  | CS          | 0           | 0           | 27     | 2      |
| 2022-2023              | Manchester City        | PL                     | 23         | 2          | FACup+CdL       | 2+1             | 0               | UCL                | 8                  | 1                  | CS          | 0           | 0           | 34     | 3      |
| 2023-2024              | Manchester City        | PL                     | 16         | 1          | FACup+CdL       | 3+0             | 0               | UCL                | 6                  | 0                  | CS+SU+Cmc   | 1+0+2       | 0           | 28     | 1      |
| 2024-2025              | Manchester City        | PL                     | 11         | 2          | FACup+CdL       | 1+2             | 0               | UCL                | 6                  | 1                  | CS+Cmc      | 0           | 0           | 20     | 3      |
| Totale Manchester City | Totale Manchester City | Totale Manchester City | 171        | 10         |                 | 41              | 3               |                    | 60                 | 6                  |             | 5           | 0           | 277    | 19     |
| Totale carriera        | Totale carriera        | Totale carriera        | 273        | 11         |                 | 60              | 4               |                    | 62                 | 6                  |             | 5           | 0           | 400    | 21     |

### Cronologia presenze e reti in nazionale
| Cronologia completa delle presenze e delle reti in nazionale ― Inghilterra | Cronologia completa delle presenze e delle reti in nazionale ― Inghilterra | Cronologia completa delle presenze e delle reti in nazionale ― Inghilterra | Cronologia completa delle presenze e delle reti in nazionale ― Inghilterra | Cronologia completa delle presenze e delle reti in nazionale ― Inghilterra | Cronologia completa delle presenze e delle reti in nazionale ― Inghilterra | Cronologia completa delle presenze e delle reti in nazionale ― Inghilterra | Cronologia completa delle presenze e delle reti in nazionale ― Inghilterra |
| Data                                                                       | Città                                                                      | In casa                                                                    | Risultato                                                                  | Ospiti                                                                     | Competizione                                                               | Reti                                                                       | Note                                                                       |
| -------------------------------------------------------------------------- | -------------------------------------------------------------------------- | -------------------------------------------------------------------------- | -------------------------------------------------------------------------- | -------------------------------------------------------------------------- | -------------------------------------------------------------------------- | -------------------------------------------------------------------------- | -------------------------------------------------------------------------- |
| 30-5-2014                                                                  | Londra                                                                     | Inghilterra                                                                | 3 – 0                                                                      | Perù                                                                       | Amichevole                                                                 | -                                                                          | 75’                                                                        |
| 4-6-2014                                                                   | Miami Gardens                                                              | Ecuador                                                                    | 2 – 2                                                                      | Inghilterra                                                                | Amichevole                                                                 | -                                                                          | 74’                                                                        |
| 3-9-2014                                                                   | Londra                                                                     | Inghilterra                                                                | 1 – 0                                                                      | Norvegia                                                                   | Amichevole                                                                 | -                                                                          | 81’                                                                        |
| 8-9-2014                                                                   | Basilea                                                                    | Svizzera                                                                   | 0 – 2                                                                      | Inghilterra                                                                | Qual. Euro 2016                                                            | -                                                                          |                                                                            |
| 5-9-2015                                                                   | Serravalle                                                                 | San Marino                                                                 | 0 – 6                                                                      | Inghilterra                                                                | Qual. Euro 2016                                                            | -                                                                          |                                                                            |
| 8-9-2015                                                                   | Londra                                                                     | Inghilterra                                                                | 2 – 0                                                                      | Svizzera                                                                   | Qual. Euro 2016                                                            | -                                                                          | 68’                                                                        |
| 17-11-2015                                                                 | Londra                                                                     | Inghilterra                                                                | 2 – 0                                                                      | Francia                                                                    | Amichevole                                                                 | -                                                                          |                                                                            |
| 29-3-2016                                                                  | Londra                                                                     | Inghilterra                                                                | 1 – 2                                                                      | Paesi Bassi                                                                | Amichevole                                                                 | -                                                                          |                                                                            |
| 22-5-2016                                                                  | Manchester                                                                 | Inghilterra                                                                | 2 – 1                                                                      | Turchia                                                                    | Amichevole                                                                 | -                                                                          |                                                                            |
| 27-5-2016                                                                  | Sunderland                                                                 | Inghilterra                                                                | 2 – 1                                                                      | Australia                                                                  | Amichevole                                                                 | -                                                                          |                                                                            |
| 4-9-2016                                                                   | Trnava                                                                     | Slovacchia                                                                 | 0 – 1                                                                      | Inghilterra                                                                | Qual. Mondiali 2018                                                        | -                                                                          |                                                                            |
| 8-10-2016                                                                  | Londra                                                                     | Inghilterra                                                                | 2 – 0                                                                      | Malta                                                                      | Qual. Mondiali 2018                                                        | -                                                                          |                                                                            |
| 11-10-2016                                                                 | Lubiana                                                                    | Slovenia                                                                   | 0 – 0                                                                      | Inghilterra                                                                | Qual. Mondiali 2018                                                        | -                                                                          |                                                                            |
| 11-11-2016                                                                 | Londra                                                                     | Inghilterra                                                                | 3 – 0                                                                      | Scozia                                                                     | Qual. Mondiali 2018                                                        | -                                                                          |                                                                            |
| 15-11-2016                                                                 | Londra                                                                     | Inghilterra                                                                | 2 – 2                                                                      | Spagna                                                                     | Amichevole                                                                 | -                                                                          |                                                                            |
| 22-3-2017                                                                  | Dortmund                                                                   | Germania                                                                   | 1 – 0                                                                      | Inghilterra                                                                | Amichevole                                                                 | -                                                                          | 84’                                                                        |
| 26-3-2017                                                                  | Londra                                                                     | Inghilterra                                                                | 2 – 0                                                                      | Lituania                                                                   | Qual. Mondiali 2018                                                        | -                                                                          |                                                                            |
| 13-6-2017                                                                  | Saint-Denis                                                                | Francia                                                                    | 3 – 2                                                                      | Inghilterra                                                                | Amichevole                                                                 | -                                                                          | 62’                                                                        |
| 5-10-2017                                                                  | Londra                                                                     | Inghilterra                                                                | 1 – 0                                                                      | Slovenia                                                                   | Qual. Mondiali 2018                                                        | -                                                                          | 44’                                                                        |
| 8-10-2017                                                                  | Vilnius                                                                    | Lituania                                                                   | 0 – 1                                                                      | Inghilterra                                                                | Qual. Mondiali 2018                                                        | -                                                                          |                                                                            |
| 11-11-2017                                                                 | Londra                                                                     | Inghilterra                                                                | 0 – 0                                                                      | Germania                                                                   | Amichevole                                                                 | -                                                                          |                                                                            |
| 14-11-2017                                                                 | Londra                                                                     | Inghilterra                                                                | 0 – 0                                                                      | Brasile                                                                    | Amichevole                                                                 | -                                                                          |                                                                            |
| 23-3-2018                                                                  | Amsterdam                                                                  | Paesi Bassi                                                                | 0 – 1                                                                      | Inghilterra                                                                | Amichevole                                                                 | -                                                                          |                                                                            |
| 27-3-2018                                                                  | Londra                                                                     | Inghilterra                                                                | 1 – 1                                                                      | Italia                                                                     | Amichevole                                                                 | -                                                                          | 73’                                                                        |
| 2-6-2018                                                                   | Londra                                                                     | Inghilterra                                                                | 2 – 1                                                                      | Nigeria                                                                    | Amichevole                                                                 | -                                                                          |                                                                            |
| 7-6-2018                                                                   | Leeds                                                                      | Inghilterra                                                                | 2 – 0                                                                      | Costa Rica                                                                 | Amichevole                                                                 | -                                                                          | 65’                                                                        |
| 18-6-2018                                                                  | Volgograd                                                                  | Tunisia                                                                    | 1 – 2                                                                      | Inghilterra                                                                | Mondiali 2018 - 1º turno                                                   | -                                                                          |                                                                            |
| 24-6-2018                                                                  | Nižnij Novgorod                                                            | Inghilterra                                                                | 6 – 1                                                                      | Panama                                                                     | Mondiali 2018 - 1º turno                                                   | 2                                                                          |                                                                            |
| 28-6-2018                                                                  | Kaliningrad                                                                | Inghilterra                                                                | 0 – 1                                                                      | Belgio                                                                     | Mondiali 2018 - 1º turno                                                   | -                                                                          | 46’                                                                        |
| 3-7-2018                                                                   | Mosca                                                                      | Colombia                                                                   | 1 – 1 dts (3 - 4 dtr)                                                      | Inghilterra                                                                | Mondiali 2018 - Ottavi di finale                                           | -                                                                          |                                                                            |
| 7-7-2018                                                                   | Samara                                                                     | Svezia                                                                     | 0 – 2                                                                      | Inghilterra                                                                | Mondiali 2018 - Quarti di finale                                           | -                                                                          |                                                                            |
| 11-7-2018                                                                  | Mosca                                                                      | Croazia                                                                    | 2 – 1 dts                                                                  | Inghilterra                                                                | Mondiali 2018 - Semifinale                                                 | -                                                                          |                                                                            |
| 14-7-2018                                                                  | San Pietroburgo                                                            | Belgio                                                                     | 2 – 0                                                                      | Inghilterra                                                                | Mondiali 2018 - Finale 3º posto                                            | -                                                                          | 52’                                                                        |
| 8-9-2018                                                                   | Londra                                                                     | Inghilterra                                                                | 1 – 2                                                                      | Spagna                                                                     | UEFA Nations League 2018-2019 - 1º turno                                   | -                                                                          | 66’                                                                        |
| 11-9-2018                                                                  | Leicester                                                                  | Inghilterra                                                                | 1 – 0                                                                      | Svizzera                                                                   | Amichevole                                                                 | -                                                                          | 61’                                                                        |
| 12-10-2018                                                                 | Fiume                                                                      | Croazia                                                                    | 0 – 0                                                                      | Inghilterra                                                                | UEFA Nations League 2018-2019 - 1º turno                                   | -                                                                          | 52’                                                                        |
| 18-11-2018                                                                 | Londra                                                                     | Inghilterra                                                                | 2 – 1                                                                      | Croazia                                                                    | UEFA Nations League 2018-2019 - 1º turno                                   | -                                                                          |                                                                            |
| 6-6-2019                                                                   | Guimarães                                                                  | Paesi Bassi                                                                | 3 – 1 dts                                                                  | Inghilterra                                                                | UEFA Nations League 2018-2019 - Semifinale                                 | -                                                                          |                                                                            |
| 14-11-2019                                                                 | Londra                                                                     | Inghilterra                                                                | 7 – 0                                                                      | Montenegro                                                                 | Qual. Euro 2020                                                            | -                                                                          |                                                                            |
| 25-3-2021                                                                  | Londra                                                                     | Inghilterra                                                                | 5 – 0                                                                      | San Marino                                                                 | Qual. Mondiali 2022                                                        | -                                                                          | 46’                                                                        |
| 28-3-2021                                                                  | Tirana                                                                     | Albania                                                                    | 0 – 2                                                                      | Inghilterra                                                                | Qual. Mondiali 2022                                                        | -                                                                          |                                                                            |
| 31-3-2021                                                                  | Londra                                                                     | Inghilterra                                                                | 2 – 1                                                                      | Polonia                                                                    | Qual. Mondiali 2022                                                        | -                                                                          |                                                                            |
| 13-6-2021                                                                  | Londra                                                                     | Inghilterra                                                                | 1 – 0                                                                      | Croazia                                                                    | Euro 2020 - 1º turno                                                       | -                                                                          |                                                                            |
| 18-6-2021                                                                  | Londra                                                                     | Inghilterra                                                                | 0 – 0                                                                      | Scozia                                                                     | Euro 2020 - 1º turno                                                       | -                                                                          |                                                                            |
| 22-6-2021                                                                  | Londra                                                                     | Rep. Ceca                                                                  | 0 – 1                                                                      | Inghilterra                                                                | Euro 2020 - 1º turno                                                       | -                                                                          | 79’                                                                        |
| 29-6-2021                                                                  | Londra                                                                     | Inghilterra                                                                | 2 – 0                                                                      | Germania                                                                   | Euro 2020 - Ottavi di finale                                               | -                                                                          |                                                                            |
| 3-7-2021                                                                   | Roma                                                                       | Ucraina                                                                    | 0 – 4                                                                      | Inghilterra                                                                | Euro 2020 - Quarti di finale                                               | -                                                                          |                                                                            |
| 7-7-2021                                                                   | Londra                                                                     | Inghilterra                                                                | 2 – 1 dts                                                                  | Danimarca                                                                  | Euro 2020 - Semifinale                                                     | -                                                                          |                                                                            |
| 11-7-2021                                                                  | Londra                                                                     | Italia                                                                     | 1 – 1 dts (3 – 2 dtr)                                                      | Inghilterra                                                                | Euro 2020 - Finale                                                         | -                                                                          |                                                                            |
| 2-9-2021                                                                   | Budapest                                                                   | Ungheria                                                                   | 0 – 4                                                                      | Inghilterra                                                                | Qual. Mondiali 2022                                                        | -                                                                          |                                                                            |
| 8-9-2021                                                                   | Varsavia                                                                   | Polonia                                                                    | 1 – 1                                                                      | Inghilterra                                                                | Qual. Mondiali 2022                                                        | -                                                                          |                                                                            |
| 9-10-2021                                                                  | Andorra la Vella                                                           | Andorra                                                                    | 0 – 5                                                                      | Inghilterra                                                                | Qual. Mondiali 2022                                                        | -                                                                          | 42’ 60’                                                                    |
| 12-10-2021                                                                 | Londra                                                                     | Inghilterra                                                                | 1 – 1                                                                      | Ungheria                                                                   | Qual. Mondiali 2022                                                        | 1                                                                          |                                                                            |
| 12-11-2021                                                                 | Londra                                                                     | Inghilterra                                                                | 5 – 0                                                                      | Albania                                                                    | Qual. Mondiali 2022                                                        | -                                                                          |                                                                            |
| 15-11-2021                                                                 | Serravalle                                                                 | San Marino                                                                 | 0 – 10                                                                     | Inghilterra                                                                | Qual. Mondiali 2022                                                        | -                                                                          | 73’                                                                        |
| 4-6-2022                                                                   | Budapest                                                                   | Ungheria                                                                   | 1 – 0                                                                      | Inghilterra                                                                | UEFA Nations League 2022-2023 - 1º turno                                   | -                                                                          | 62’                                                                        |
| 7-6-2022                                                                   | Monaco di Baviera                                                          | Germania                                                                   | 1 – 1                                                                      | Inghilterra                                                                | UEFA Nations League 2022-2023 - 1º turno                                   | -                                                                          |                                                                            |
| 14-6-2022                                                                  | Wolverhampton                                                              | Inghilterra                                                                | 0 – 4                                                                      | Ungheria                                                                   | UEFA Nations League 2022-2023 - 1º turno                                   | -                                                                          | 37’, 82’                                                                   |
| 26-9-2022                                                                  | Londra                                                                     | Inghilterra                                                                | 3 – 3                                                                      | Germania                                                                   | UEFA Nations League 2022-2023 - 1º turno                                   | -                                                                          | 37’                                                                        |
| 21-11-2022                                                                 | Al Rayyan                                                                  | Inghilterra                                                                | 6 – 2                                                                      | Iran                                                                       | Mondiali 2022 - 1º turno                                                   | -                                                                          |                                                                            |
| 25-11-2022                                                                 | Al Khawr                                                                   | Inghilterra                                                                | 0 – 0                                                                      | Stati Uniti                                                                | Mondiali 2022 - 1º turno                                                   | -                                                                          |                                                                            |
| 29-11-2022                                                                 | Al Rayyan                                                                  | Galles                                                                     | 0 – 3                                                                      | Inghilterra                                                                | Mondiali 2022 - 1º turno                                                   | -                                                                          |                                                                            |
| 4-12-2022                                                                  | Al Khor                                                                    | Inghilterra                                                                | 3 – 0                                                                      | Senegal                                                                    | Mondiali 2022 - Ottavi di finale                                           | -                                                                          | 77’                                                                        |
| 10-12-2022                                                                 | Al Khor                                                                    | Inghilterra                                                                | 1 – 2                                                                      | Francia                                                                    | Mondiali 2022 - Quarti di finale                                           | -                                                                          | 90+8’                                                                      |
| 23-3-2023                                                                  | Napoli                                                                     | Italia                                                                     | 1 – 2                                                                      | Inghilterra                                                                | Qual. Euro 2024                                                            | -                                                                          |                                                                            |
| 26-3-2023                                                                  | Londra                                                                     | Inghilterra                                                                | 2 – 0                                                                      | Ucraina                                                                    | Qual. Euro 2024                                                            | -                                                                          |                                                                            |
| 19-6-2023                                                                  | Manchester                                                                 | Inghilterra                                                                | 7 – 0                                                                      | Macedonia del Nord                                                         | Qual. Euro 2024                                                            | -                                                                          |                                                                            |
| 13-10-2023                                                                 | Londra                                                                     | Inghilterra                                                                | 1 – 0                                                                      | Australia                                                                  | Amichevole                                                                 | -                                                                          | 61’                                                                        |
| 17-10-2023                                                                 | Londra                                                                     | Inghilterra                                                                | 3 – 1                                                                      | Italia                                                                     | Qual. Euro 2024                                                            | -                                                                          | 63’                                                                        |
| 23-3-2024                                                                  | Londra                                                                     | Inghilterra                                                                | 0 – 1                                                                      | Brasile                                                                    | Amichevole                                                                 | -                                                                          |                                                                            |
| 26-3-2024                                                                  | Londra                                                                     | Inghilterra                                                                | 2 – 2                                                                      | Belgio                                                                     | Amichevole                                                                 | -                                                                          | 10’                                                                        |
| 7-6-2024                                                                   | Londra                                                                     | Inghilterra                                                                | 0 – 1                                                                      | Islanda                                                                    | Amichevole                                                                 | -                                                                          | 46’                                                                        |
| 16-6-2024                                                                  | Gelsenkirchen                                                              | Serbia                                                                     | 0 – 1                                                                      | Inghilterra                                                                | Euro 2024 - 1º turno                                                       | -                                                                          |                                                                            |
| 20-6-2024                                                                  | Francoforte sul Meno                                                       | Danimarca                                                                  | 1 – 1                                                                      | Inghilterra                                                                | Euro 2024 - 1º turno                                                       | -                                                                          |                                                                            |
| 25-6-2024                                                                  | Colonia                                                                    | Inghilterra                                                                | 0 – 0                                                                      | Slovenia                                                                   | Euro 2024 - 1º turno                                                       | -                                                                          |                                                                            |
| 30-6-2024                                                                  | Gelsenkirchen                                                              | Inghilterra                                                                | 2 – 1 dts                                                                  | Slovacchia                                                                 | Euro 2024 - Ottavi di finale                                               | -                                                                          |                                                                            |
| 6-7-2024                                                                   | Düsseldorf                                                                 | Inghilterra                                                                | 1 – 1 dts (5 - 3 dtr)                                                      | Svizzera                                                                   | Euro 2024 - Quarti di finale                                               | -                                                                          |                                                                            |
| 10-7-2024                                                                  | Dortmund                                                                   | Paesi Bassi                                                                | 1 – 2                                                                      | Inghilterra                                                                | Euro 2024 - Semifinale                                                     | -                                                                          |                                                                            |
| 14-7-2024                                                                  | Berlino                                                                    | Spagna                                                                     | 2 – 1                                                                      | Inghilterra                                                                | Euro 2024 - Finale                                                         | -                                                                          | 53’                                                                        |
| 7-9-2024                                                                   | Dublino                                                                    | Irlanda                                                                    | 0 – 2                                                                      | Inghilterra                                                                | UEFA Nations League 2024-2025 - 1º turno                                   | -                                                                          | 85’                                                                        |
| 10-9-2024                                                                  | Londra                                                                     | Inghilterra                                                                | 2 – 0                                                                      | Finlandia                                                                  | UEFA Nations League 2024-2025 - 1º turno                                   | -                                                                          | 79’                                                                        |
| 10-10-2024                                                                 | Londra                                                                     | Inghilterra                                                                | 1 – 2                                                                      | Grecia                                                                     | UEFA Nations League 2024-2025 - 1º turno                                   | -                                                                          | cap.                                                                       |
| 13-10-2024                                                                 | Helsinki                                                                   | Finlandia                                                                  | 1 – 3                                                                      | Inghilterra                                                                | UEFA Nations League 2024-2025 - 1º turno                                   | -                                                                          |                                                                            |
| Totale                                                                     |                                                                            | Presenze                                                                   | 83                                                                         |                                                                            | Reti                                                                       | 3                                                                          |                                                                            |

## Palmarès

### Club

#### Competizioni nazionali
- Campionato inglese: 6

Manchester City: 2017-2018, 2018-2019, 2020-2021, 2021-2022, 2022-2023, 2023-2024
- Coppa di Lega inglese: 4

Manchester City: 2017-2018, 2018-2019, 2019-2020, 2020-2021
- Coppa d'Inghilterra: 2

Manchester City: 2018-2019, 2022-2023

- Community Shield: 3

Manchester City: 2018, 2019, 2024

#### Competizioni internazionali
- UEFA Champions League: 1

Manchester City: 2022-2023
- Supercoppa UEFA: 1

Manchester City: 2023
- Coppa del mondo per club: 1

Manchester City: 2023

### Individuale
- Squadra dell'anno PFA: 2

2020-2021, 2022-2023
- ESM Team of the Year: 1

2020-2021
- Squadra della stagione della UEFA Champions League: 1

2022-2023
- FIFA FIFPro World XI: 1

2023